# Vossenberg (Baarle-Hertog)
De Vossenberg was een motte ten westen van Ginhoven vlak bij de rijksgrens met Nederland.

## Eerste vermelding
De eerste vermelding van de motte dateert van 1515. De naam was toen nog niet Vossenberg, maar Borchberch. Stuck beemden achter Ghinhoven omtrent den Borchberch. Uit 1544 dateert de beschrijving Beempden by den Borchtberch achter Ghinhoven neven d'Aa oistwaerts en noirtwaerts.
Hierbij moet aangemerkt worden, dat met een beemd een perceel van grasland in een beekdal werd aangeduid. Met de Aa werd de Noordermark en de Merkske bedoeld. In deze streek zijn de percelen veelal akkerlanden.

## Etymologie
De naam Vossenberg is een zeer oud toponiem. Rondom het oude Tilburg van 1443 wordt er al melding gemaakt van een Vossenberg. Dit zou dan duiden op het voorkomen van vossen in de regio. In deze motte zouden de vossen dan hun holen hebben.
Een andere mogelijke verklaring van de naam zou te maken hebben met fors, ofwel Gaspeldoorn. Deze plant zou veel op deze motten hebben gegroeid. De letter r van fors zou vervangen zijn door de letter s. De laatste mogelijkheid zou zijn, dat het te maken heeft met de bruinige kleur die de berg had. De kleur bruin werd ook wel vos genoemd. Op de berg zouden dan varens groeien, die in het najaar deze kleur kregen.

## Beschrijving van de motte
De motte moet ongeveer 7 meter hoog zijn geweest. De diameter van de motte bedroeg ongeveer 32 meter. De vorm van de motte was als het ware een tulbandcake, dat wil zeggen, dat het midden van de motte lager was dan de randen van de heuvel. Rondom de motte was een gracht gelegen, die gevoed werd door de Noordermark. Langs twee kanten van de grachten was er een aarden wal. De ene wal was 38 meter lang en de andere was 58 meter lang.

## Vossenberg afgegraven
In 1957 is de Vossenberg door de eigenaar van het perceel afgegraven. Dit gebeurde met een tractor en een schop. Dit gebeurde centimeter voor centimeter en had veel bekijks. Men dacht namelijk dat dit mogelijk een grafheuvel zou zijn, zoals die iets noordelijker bij Tommel wel te vinden waren. Men hoopte hier grafurnen te vinden. Het bleek geen grafheuvel te zijn, maar een heuvel van wit zand. Het zand van de Vossenberg is niet weggereden. Vermoedelijk is het zand gebruikt voor het vullen van verschillende kuilen in de akkerlanden rondom Ginhoven.

## Trivia
- Even ten noorden waar de Vossenberg gelegen was, is de enige enclave van Baarle-Nassau op Belgisch grondgebied te vinden.
- Pater Ladislas Segers, een missionaris in Canada kwam uit Zondereigen. Hij schreef in Canada veel artikelen voor de krant en ondertekende consequent met Vossenberg. Dit leverde hem ook de titel Pater Vossenberg op.
- De motte zou zijn opgeworpen door Gelmel als verdedigingswerk. Zie ook de Legende van Gelmel.